# Caso Wisconsin v. Yoder
Wisconsin v. Jonas Yoder (1972), é o caso em que a Suprema Corte dos Estados Unidos decidiu que as crianças Amish não poderiam ser colocadas sob educação obrigatória após a 8ª série. O direito fundamental dos pais à liberdade de religião estava determinado a superar o interesse do Estado em educar os filhos deles. O caso é frequentemente citado como base para o direito dos pais de educar seus filhos fora das escolas públicas ou privadas tradicionais.